# Eclipta championella
Eclipta championella là một loài bọ cánh cứng thuộc họ Xén tóc. Loài này được Bates mô tả năm 1880.